# خيار الأردن

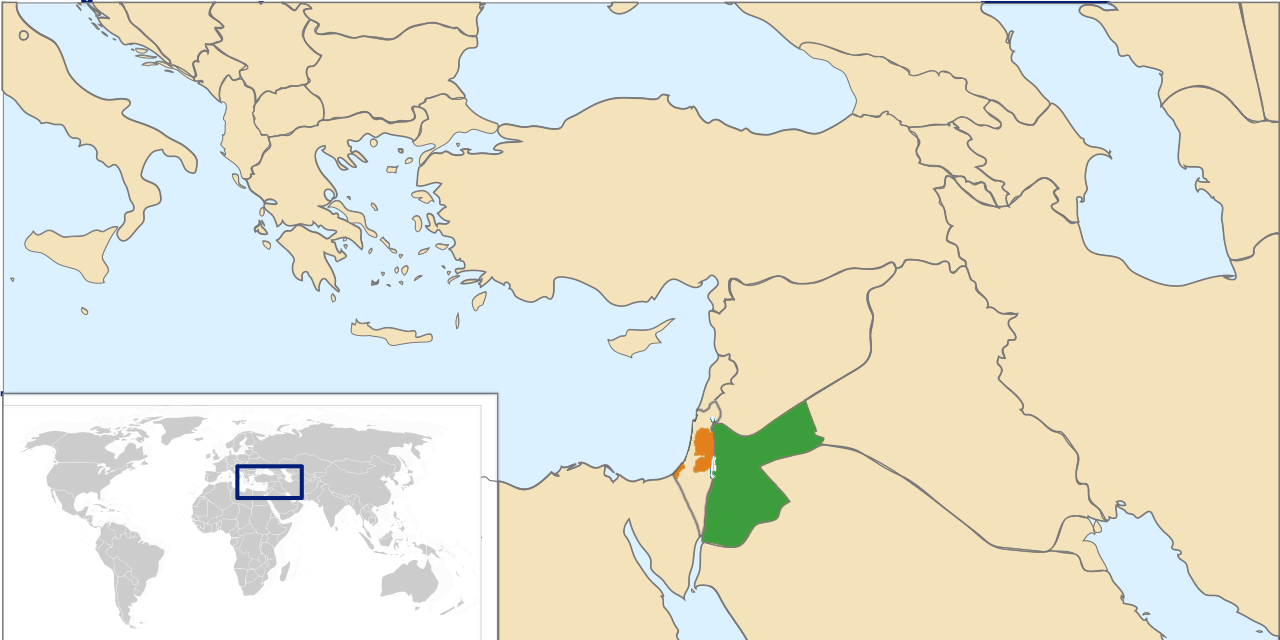
الأردن (باللون الأخضر) والأراضي الفلسطينية (باللون البرتقالي)

يشير الخيار الأردني إلى مجموعة من المقترحات والاستراتيجيات الرامية إلى حل الصراع الإسرائيلي الفلسطيني من خلال إشراك الأردن المجاور.
تاريخيا، شمل هذا المفهوم أفكارا مختلفة، بما في ذلك استعادة الأردن السيطرة على أجزاء من الضفة الغربية، أو إنشاء اتحاد أو كونفدرالية بين الأردن دولة فلسطين («الخيار الأردني»)، أو تصور الأردن كوطن للفلسطينيين («الأردن هي فلسطين»)، مما يعني إعادة توطين جزء كبير من السكان العرب في الضفة الغربية في الأردن وضم إسرائيل للأراضي. لقد تقلبت جدوى الخيار الأردني وقبوله بمرور الوقت، حيث دعمته أو عارضته مختلف الزعماء والمجموعات في فترات مختلفة.
أصبحت الضفة الغربية كيانًا إقليميًا متميزًا عندما شملتها شرق الأردن (الأردن لاحقًا) خلال الحرب العربية الإسرائيلية عام 1948. وفي وقت لاحق، فقدت الأردن السيطرة على الضفة الغربية لصالح إسرائيل خلال حرب 1967. بعد الحرب، فكر الزعماء الإسرائيليون، وخاصة من حزب العمل، في إعادة جزء كبير من الضفة الغربية إلى الأردن. وقد أيد الملك الحسين بن طلال هذا النهج، وكانت المفاوضات بينه وبين الممثلين الإسرائيليين تركز إلى حد كبير على هذه القضية، مع مقترحات مثل خطة ألون وخطة الاتحاد. وفي عام 1985، اتفق حسين ورئيس منظمة التحرير الفلسطينية ياسر عرفات على موقف مشترك يدعو إلى إقامة اتحاد أردني فلسطيني. وقد نتج اتفاق لندن السري بين بيريز والحسين في إبريل/نيسان 1987 عن مناقشات سرية موسعة بين إسرائيل والأردن بشأن هذه المسألة.
لكن في عام 1988، تخلى حسين عن مطالبات الأردن بالضفة الغربية. وعلى الرغم من أن شخصيات مثل شمعون بيريز وياسر عرفات أعربت عن دعمها لنموذج الكونفدرالية في العقد التالي، فإن المسؤولين الأردنيين عارضوا هذا الخيار منذ ذلك الحين وأيدوا حل الدولتين بدلا من ذلك. ونظراً للنجاح المحدود الذي حققته الحلول الأخرى المقترحة للصراع الإسرائيلي الفلسطيني، فهناك محاولات في بعض الأطراف لإعادة النظر في الخيار الأردني كحل محتمل.

## الخلفية
تأسست المملكة الأردنية الهاشمية في الأصل إمارة شرق الأردن، بعد الحرب العالمية الأولى على يد القوى الاستعمارية المنتصرة. تم اقتطاع أراضيها في عام 1921 من الأراضي التي كانت جزءًا من فلسطين التي كانت تحت الحكم البريطاني، والتي تشكلت بدورها من بقايا الإمبراطورية العثمانية. وقد تأثر تشكيل الدولة بالطموحات الإقليمية للسلالة الهاشمية الحاكمة بقيادة عبد الله الأول بن الحسين، الذي سعى إلى إنشاء سوريا الكبرى التي تضم لبنان سوريا والأردن وفلسطين. ولم تنجح هذه الخطة. وعندما أدرك عبد الله أن تحقيق هذه الرؤية أمر غير قابل للتحقيق، ركز فقط على فلسطين، واعتبرها جزءًا من كيان موحد مع شرق الأردن. في ثلاثينيات القرن العشرين، بدأ حكام الأردن في التدخل في الشؤون الفلسطينية، حيث عملوا كوسطاء للفصائل العربية خلال الثورة العربية التي اندلعت في الفترة من 1936 إلى 1939.
لقد أتاح الانسحاب البريطاني من فلسطين في مايو 1948 للأردن فرصة فرض سيطرته على أجزاء من المنطقة من خلال العمل العسكري. في أعقاب الحرب العربية الإسرائيلية عام 1948، احتلت الأردن الأراضي التي أصبحت تُعرف بالضفة الغربية، والتي تم تحديدها في الأصل كدولة عربية بموجب خطة التقسيم التي وضعتها الأمم المتحدة عام 1947. ضمت الأردن المنطقة، ومنحت الجنسية الأردنية لسكانها، كما سيطرت على القدس الشرقية (اقترحت خطة التقسيم التي وضعتها الأمم المتحدة أن تصبح القدس بأكملها كيانًا منفصلاً). وجاء الضم بعد عدة مؤتمرات، أبرزها مؤتمر أريحا في الأول من ديسمبر/كانون الأول عام 1948، حيث ندد القادة الفلسطينيون حكومة عموم فلسطين المتحالفة مع مصر، ودعوا الأردن إلى ضم الضفة الغربية، وتعهدوا بالولاء لعبد الله ملكًا لدولة موحدة.

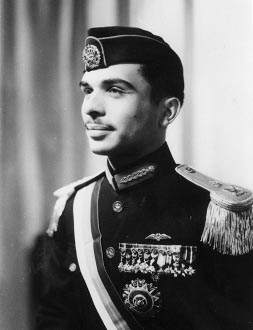
في الخمسينيات والستينيات من القرن العشرين، أعلن الملك حسين ملك الأردن ومسؤولوه بشكل متكرر أن «الأردن هي فلسطين وفلسطين هي الأردن»، بهدف تقديم الأردنيين والفلسطينيين كشعب واحد له مصير مشترك.

وفي عام 1950، تم منح الجنسية الأردنية للاجئين الفلسطينيين في الأردن، مما دفعهم إلى الرضا بالوضع الراهن والعمل بنشاط على تعزيزه وتطويره. في الخمسينيات والستينيات من القرن العشرين، كان الملك حسين (الذي خلف جده بعد اغتياله عام 1951 على يد فلسطيني وحكم والده لمدة عام واحد) وكذلك مسؤولون أردنيون آخرون يصرحون بشكل متكرر بأن «الأردن هس فلسطين وفلسطين هي الأردن». وكثيراً ما أكد الملك حسين على أن الأردنيين والفلسطينيين متحدون كشعب واحد ذي مصير مشترك. وبسبب التحديات الداخلية وتأثير القومية العربية، شاركت الأردن في حرب الأيام الستة عام 1967، مما أدى إلى خسارة الضفة الغربية لإسرائيل.
وتشير التقديرات إلى أن ما لا يقل عن 50 في المائة من سكان الأردن من أصل فلسطيني. اعتبارًا من عام 2023، تم تسجيل أكثر من 2 مليون فلسطيني كلاجئين لدى الأونروا في الأردن، على الرغم من أن معظمهم أيضًا مواطنون أردنيون يحملون أرقام هوية وطنية.

## «الأردن هي فلسطين وفلسطين هي الأردن»: المفهوم الأردني للاندماج الكامل
في الخمسينيات والستينيات من القرن العشرين، روجت الحكومة الأردنية، بما في ذلك الملك حسين ومسؤولون آخرون، لشعار «الأردن هي فلسطين وفلسطين هي الأردن». وهذا يعكس الاستراتيجية الهاشمية لدمج الفلسطينيين في المجتمع الأردني وتقديم السكان على جانبي نهر الأردن كمجموعة واحدة موحدة. وكان هدف النظام هو منع ظهور هوية فلسطينية منفصلة وقاعدة قوة. وقد تم منح الجنسية الأردنية للفلسطينيين في الأردن والضفة الغربية، مما ساهم في رضاهم عن الوضع الراهن وجهودهم لدعمه وتعزيزه.

## «الخيار الأردني»: اتحاد أو كونفدرالية فلسطينية–أردنية

### 1967–1970
انضمت الأردن إلى حرب الأيام الستة عام 1967 إلى جانب مصر وسوريا، وخسرت السيطرة على الضفة الغربية لصالح إسرائيل. وفي أعقاب الحرب، نظر الزعماء الإسرائيليون، وخاصة من حزب العمل، في إعادة جزء كبير من الضفة الغربية إلى الأردن كحل محتمل للصراع. أيد الملك حسين ملك الأردن هذا النهج، واعتبر عودة الضفة الغربية مسألة «حياة أو موت». وقد حصل على تفويض من جامعة الدول العربية خلال قمة الخرطوم للسعي إلى استعادتها، معتقدًا أن الفشل في القيام بذلك خلال عام أو عامين قد يهدد منصبه بسبب النفوذ الإسرائيلي المتزايد والانفصال المتزايد للمنطقة عن الأردن. ولضمان ولاء الضفة الغربية، قدمت الأردن رواتب لعدد كبير من الموظفين والدعم المالي لشخصيات رئيسية، فضلاً عن تمويل العديد من المؤسسات، بما في ذلك البلديات، التي تلقت حوالي 25% من ميزانياتها من عمان. وفي ذلك الوقت، دعت الفصائل المتطرفة داخل حزب البعث والحركة القومية العربية إلى نقل السلطة إلى الأغلبية الفلسطينية في الأردن. وطالبوا بإقامة نظام ديمقراطي واستبدال هيمنة البدو في الجيش الأردني.

في عام 1968، قدّم الزعيمان الإسرائيليان إيغال ألون وأبا إيبان للملك حسين النسخة الأردنية من خطة ألون، التي اقترحت إعادة أجزاء من الضفة الغربية إلى الأردن. وأدت الخلافات حول الخطة في النهاية إلى طريق مسدود في المفاوضات.

في عام 1967، ناقش القادة الإسرائيليون خيارين رئيسيين للتعامل مع مستقبل الضفة الغربية: الخيار الفلسطيني والخيار الأردني. وكان الخيار الفلسطيني يتضمن إقامة كيان فلسطيني مرتبط بإسرائيل من خلال اتفاقيات اقتصادية ودفاعية، كما اقترح يغئال ألون في خطة ألون. وتتضمن هذه الخطة ضم غور الأردن وأجزاء من الضفة الغربية إلى إسرائيل مع إنشاء منطقة عربية تتمتع بالحكم الذاتي في المناطق المتبقية. لكن معارضة رئيس الوزراء ليفي إشكول ووزراء آخرين منعت اعتماد الخطة. وفي الوقت نفسه، سعى وزير الدفاع الإسرائيلي موشيه ديان إلى الحصول على مدخلات من زعماء الضفة الغربية، وأكد دعمه لكلا الخيارين. ولكن المفاوضات مع الزعماء الفلسطينيين تعرقلت بسبب تمسكهم بالموقف العربي الأوسع الذي تم التوصل إليه في قمة الخرطوم، والذي رفض المفاوضات مع إسرائيل.
بحلول منتصف عام 1968، ومع ظهور احتمالات ضئيلة لإحراز تقدم بشأن الخيار الفلسطيني، أصبح القادة الإسرائيليون يفضلون بشكل متزايد الخيار الأردني، الذي أيدته شخصيات رئيسية مثل أبا إيبان في أعقاب اجتماعه الأول مع حسين في مايو/أيار 1968. وفي وقت مبكر من العام نفسه، قام إيجال ألون بتعديل خطة ألون ليقترح أن تحصل الأردن على السيطرة الكاملة على الضفة الغربية، بدلاً من إقامة الحكم الذاتي الفلسطيني. وقد قدم إيبان وألون هذه الخطة المنقحة بشكل غير رسمي إلى حسين في اجتماع آخر في سبتمبر/أيلول 1968. ومع ذلك، فإن الخلافات حول قضايا حاسمة، بما في ذلك وضع القدس وتفسيرات قرار مجلس الأمن رقم 242، أدت إلى وصول المفاوضات إلى طريق مسدود.

### 1970–1980
في عام 1970، اختطفت الجبهة الشعبية لتحرير فلسطين أربع طائرات نفاثة في الأردن، وأشعلت فيها النيران، مما أدى إلى اندلاع أحداث «أيلول الأسود»، وهي حملة قمع أردنية ضد النشطاء الفدائيين الفلسطينيين. وشهدت هذه الفترة تحولاً كبيراً في العلاقات الإسرائيلية الأردنية، وخاصة بعد طرد الأردن للفدائيين الفلسطينيين في يوليو/تموز 1971. خلال هذه الفترة، أصبحت إسرائيل حليفًا أساسيًا لاستقرار الأردن، حيث تعززت العلاقات الثنائية من خلال المحادثات السرية التي استؤنفت في أكتوبر 1970.
وفي أعقاب أحداث «أيلول الأسود»، أعرب الملك حسين عن امتنانه للدعم الإسرائيلي خلال الأزمة واستكشف إمكانيات المزيد من التعاون. ولكن عندما اقترح إيجال ألون إنشاء إطار عمل في الضفة الغربية، وهو ما يتماشى مع خطته السابقة التي طرحها ألون، كان رد حسين حذرا. وفي نهاية المطاف، رفضت حكومة مائير اقتراح ألون، وبدلا من ذلك قدم حسين خطته للاتحاد في مارس/آذار 1972. تضمنت الخطة إنشاء «المملكة العربية المتحدة» مع إقليمين اتحاديين–أحدهما في شرق الأردن والآخر في الضفة الغربية–في حين تتولى حكومة مركزية في عمان إدارة الشؤون العسكرية والخارجية. كان هدف حسين هو جذب الفلسطينيين بعيدًا عن منظمة التحرير الفلسطينية من خلال إظهار أن الاتحاد مع الأردن هو المسار الأكثر إيجابية لإنهاء احتلال الضفة الغربية. لكن هذا الاقتراح واجه معارضة من الفلسطينيين الذين كانوا إما يعارضون حكم حسين أو لديهم تحفظات عليه.
وحتى بعد أحداث «أيلول الأسود»، فضل معظم زعماء الضفة الغربية، باستثناء حمدي كنعان، رئيس بلدية نابلس، الحفاظ على العلاقات مع الأردن. في سبتمبر/أيلول 1972، عندما ناقشت جامعة الدول العربية قطع الاتصال بين الضفة الغربية والأردن، عارض رؤساء بلديات الضفة الغربية الفكرة بشدة، بحجة أن الحفاظ على الاتصال أمر ضروري لأسباب سياسية واقتصادية وإنسانية.
بين مارس/آذار 1972 وسبتمبر/أيلول 1973، عقدت رئيسة الوزراء الإسرائيلية جولدا مائير ستة اجتماعات سرية مع الملك حسين ملك الأردن لمناقشة اتفاقيات السلام المحتملة والترتيبات السياسية. وأكد الحسين باستمرار أن أي اتفاق سلام يجب أن يتضمن الاندماج الكامل للضفة الغربية، بما في ذلك القدس الشرقية، في اتحاد أردني، وأعرب عن استعداده لتجريد المنطقة من السلاح بمجرد وضعها تحت الحكم الأردني. وقد قاوم حسين المقترحات التي انحرفت عن هذه الرؤية، بما في ذلك اتفاقية الدفاع مع إسرائيل، وتنفيذ خطة ألون، التي اقترحت تعديلات إقليمية.
كان الرئيس المصري أنور السادات ووزير الخارجية الأمريكي هنري كيسنجر من المؤيدين للاتحاد خلال الأشهر الأخيرة من رئاسة جيرالد فورد، حيث توقع كيسنجر أن إسرائيل سوف تواجه صعوبة في تلبية توقعات منظمة التحرير الفلسطينية. وفي وقت لاحق، في عام 1977، اقترح الرئيس الأمريكي جيمي كارتر مفهوم الاتحاد الكونفدرالي على رئيس الوزراء الإسرائيلي مناحيم بيغن.

### 1980–1988
في عام 1985، قام الملك حسين ملك الأردن ورئيس منظمة التحرير الفلسطينية ياسر عرفات بصياغة موقف مشترك يدعو إلى إنشاء اتحاد كونفدرالي يعتمد على انسحاب إسرائيل من الأراضي المحتلة، مما يسمح للفلسطينيين بممارسة حقهم في تقرير المصير. وكانت الخطة، التي تأثرت بمبادرة ريغان عام 1982، تقترح أن يتفاوض الطرفان كوفد مشترك في إطار مؤتمر دولي. ومع ذلك، كان وزير الخارجية الأمريكي جورج شولتز حذراً، خوفاً من أن يشكل مثل هذا المؤتمر ضغوطاً غير عادلة على إسرائيل.
في 11 فبراير 1986، وقعت الأردن ومنظمة التحرير الفلسطينية اتفاقية عمان، التي تهدف إلى التوصل إلى حل سلمي للصراع على أساس عدة مبادئ: الانسحاب الإسرائيلي الكامل من الأراضي المحتلة، وتقرير المصير الفلسطيني داخل اتحاد أردني، وحل قضية اللاجئين الفلسطينيين بما يتماشى مع قرارات الأمم المتحدة. وقد أوضح وزير الخارجية الأردني آنذاك، طاهر المصري، الذي ينحدر من عائلة فلسطينية تقيم في نابلس، أن الاتفاق يهدف إلى إرساء تفاهم أساسي بين الأردن والفلسطينيين، استناداً إلى الاعتقاد بأن الأردن ومنظمة التحرير الفلسطينية يجب أن تقود الجهود الرامية إلى معالجة القضية الفلسطينية، بهدف تحقيق موافقة عربية أوسع في القمة العربية.
وفي حين أثارت اتفاقية الأردن ومنظمة التحرير الفلسطينية مخاوف داخل إدارة ريغان، أوضح الأردن في وقت لاحق أن الاتحاد الكونفدرالي سوف يعمل مثل الاتحاد الفيدرالي، مع سيطرة عمّان على الشؤون الخارجية والدفاع. كما قللت الأردن من أهمية دور المؤتمر الدولي، مؤكدة على الحاجة إلى مشاركة الولايات المتحدة المباشرة مع الممثلين الأردنيين والفلسطينيين، واقترحت أن تقبل منظمة التحرير الفلسطينية قرار الأمم المتحدة رقم 242 في مقابل شكل من أشكال الاعتراف الأمريكي بحق الفلسطينيين في تقرير المصير داخل الاتحاد المقترح. وأعربت فرنسا عن دعمها لقيام اتحاد أردنى فلسطينى، وأكدت أن حل القضية الفلسطينية يتطلب التعاون مع الأردن. في 8 أغسطس 1986، أعلن رئيس الوزراء الفرنسي جاك شيراك أنه يعارض قيام دولة فلسطينية مستقلة ولكنه يؤيد إقامة وطن فلسطيني، مشيرًا إلى أن منظمة التحرير الفلسطينية ليست الممثل الوحيد للفلسطينيين ودعا إلى حل تفاوضي مع الأردن.
كانت اتفاقية لندن السرية بين بيريز وحسين في إبريل/نيسان 1987 نتيجة لمناقشات سرية مكثفة بين إسرائيل والأردن بشأن هذه المسألة. ونص الاتفاق على عقد مؤتمر يضم الدول الدائمة العضوية في مجلس الأمن التابع للأمم المتحدة والأطراف المعنية للتفاوض على تسوية تستند إلى قراري الأمم المتحدة 242 و338. ونصت على أن المؤتمر لا يفرض حلولاً أو ينقض الاتفاقيات، واقترح إجراء مفاوضات مباشرة من خلال لجان ثنائية، مع وجود وفد أردني فلسطيني لمعالجة القضايا الفلسطينية. وكان ذلك يتطلب قبول القرارات ونبذ العنف، مع إجراء المفاوضات بشكل مستقل وحل القضايا الأخرى من قبل الأردن وإسرائيل. ولكن رئيس الوزراء الإسرائيلي إسحاق شامير، الذي كان لا يثق في وزير الخارجية شمعون بيريز ويخشى من التنازلات السرية المحتملة، كان متردداً في تأييد الخطة. وأعرب عن اعتقاده بأن المؤتمر الدولي قد يؤدي إلى زيادة الضغوط واحتمال مشاركة منظمة التحرير الفلسطينية. وفي أعقاب ذلك، فقد الملك حسين الثقة في بيريز، الذي كان آنذاك المؤيد الأبرز للخيار الأردني، ولم يلتقِ به مرة أخرى إلا بعد اتفاق أوسلو في عام 1993. وفي اجتماع سري عقد في يوليو/تموز 1987، طمأن شامير الحسين بأن الليكود والحكومة الإسرائيلية يدعمان استقرار الأردن

### 1988–2000
في عام 1988، تخلى الملك حسين عن مطالبات الأردن بالضفة الغربية والشؤون الفلسطينية. وقد شهدت أواخر الثمانينيات وأوائل التسعينيات اعترافاً متزايداً بأن «الخيار الأردني» والمقترحات المختلفة القائمة على الفيدرالية، والتي لم تتضمن دولة فلسطينية مستقلة، لم تعد متاحة. وفي عام 1991، شارك الفلسطينيون في مؤتمر مدريد كأعضاء في الوفد الأردني.
شهدت أوائل التسعينيات مفاوضات بين إسرائيل ومنظمة التحرير الفلسطينية، مما أدى إلى محادثات السلام بموجب اتفاقيات أوسلو وإنشاء سيطرة السلطة الوطنية الفلسطينية على أجزاء من الضفة الغربية، والتي تلقت في البداية دعمًا واسع النطاق من الإسرائيليين. وسرعان ما أدت الهجمات الإرهابية الجماعية اللاحقة التي شنتها الفصائل الفلسطينية مثل حماس والجهاد الإسلامي الفلسطيني إلى تغيير الرأي العام الإسرائيلي.

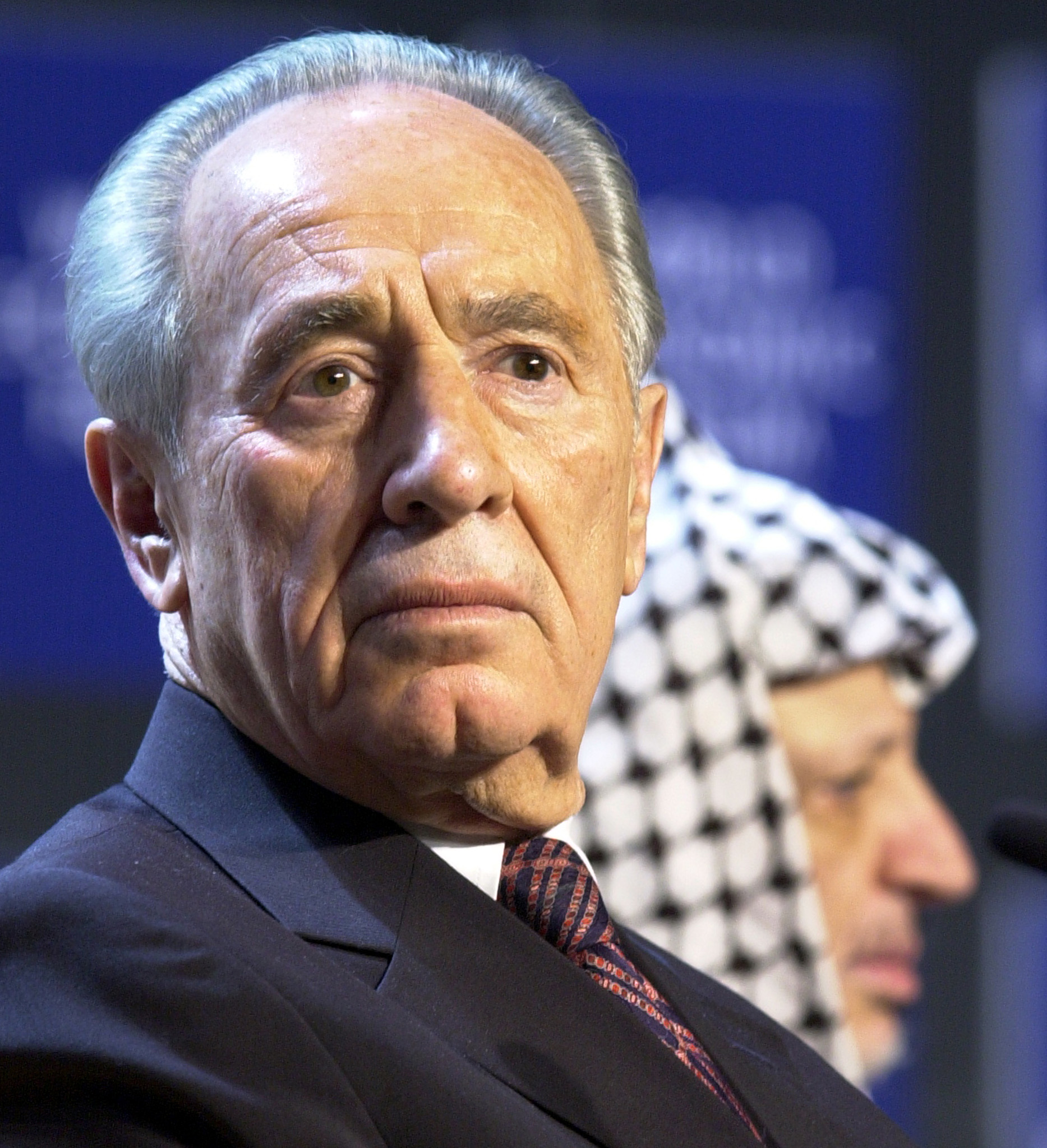
يعتقد الزعيم الإسرائيلي شمعون بيريز (في المقدمة) أن الاتحاد الأردني الفلسطيني من شأنه أن يؤدي إلى اتفاق سلام أكثر استقرارا. وأكد الرئيس الفلسطيني ياسر عرفات (خلف الصورة) أن الفلسطينيين ما زالوا يؤيدون هذه الفكرة كما تقرر في عام 1983.

لم يكن شمعون بيريز، مهندس محادثات السلام مع القيادة الفلسطينية في تسعينيات القرن العشرين، ينظر إلى إقامة دولة فلسطينية في الضفة الغربية وغزة باعتبارها النتيجة المفضلة لديه أو نتيجة طبيعية لعملية السلام. وبدلاً من ذلك، «ظل مخلصًا لفكرة الاتحاد الكونفدرالي الأردني الفلسطيني»، وتصوره كجزء من شراكة اقتصادية ثلاثية تشمل إسرائيل، وهي الرؤية التي سعى إلى تحقيقها بعد وقت قصير من اتفاقيات أوسلو. كان بيريز يعتقد أن استقرار الأردن وحكمه الفعال من شأنه أن يوفر أساسًا متينًا لأي اتفاق، على النقيض من التحديات الاقتصادية والإدارية التي توقعها لقيام دولة فلسطينية مستقلة. ولم يرفض الزعيم الفلسطيني ياسر عرفات هذه الفكرة، وأكد لبيريز أن القيادة الفلسطينية لا تزال ملتزمة بإقامة اتحاد كونفدرالي مع الأردن، كما قرر المجلس الوطني الفلسطيني في عام 1983. واقترح هيكلاً اقتصادياً يشبه دول البنلوكس، يشمل الأردن ولبنان وإسرائيل وفلسطين وربما مصر، واقترح حدوداً مفتوحة من أجل تعاون إقليمي أفضل.
في وقت انعقاد قمة كامب ديفيد عام 2000، كان القادة الأردنيون قلقين من أن الدولة الفلسطينية قد تحول مطالباتها الإقليمية نحو الأردن، وتؤثر على وضع اللاجئين الفلسطينيين في الأردن، وتقوض الوضع الخاص للأردن فيما يتصل بالحرم القدسي. وسعى بيريز إلى تخفيف هذه المخاوف من خلال التأكيد على الدور المركزي للأردن في أي اتفاق إقليمي وتأمين مكانته في القدس مع دعوة القادة الأردنيين للطمأنة.

### 2001–الآن
وقد عارض المسؤولون الأردنيون رسميا مفهوم الاتحاد الكونفدرالي في العقود الأخيرة. في عام 2010، أكد الملك عبد الله الثاني، ملك الأردن، عدم اهتمام بلاده بالضفة الغربية، قائلاً: «الأردن لا يريد أي جزء من الضفة الغربية. الحل الوحيد المعقول هو حل الدولتين. لا يوجد حل أردني... الفلسطينيون يريدون دولتهم الخاصة.» ويشير بن عامي إلى أنه بينما أعرب الملك عبد الله عن إحباطه من المناقشات حول الكونفدرالية، إلا أنه أبقى باستمرار احتمالية التوصل إلى مثل هذا الترتيب مفتوحةً بمجرد قيام الدولة الفلسطينية، وهو ما يعكس توافقًا بين مؤيدي الفكرة في الأردن.

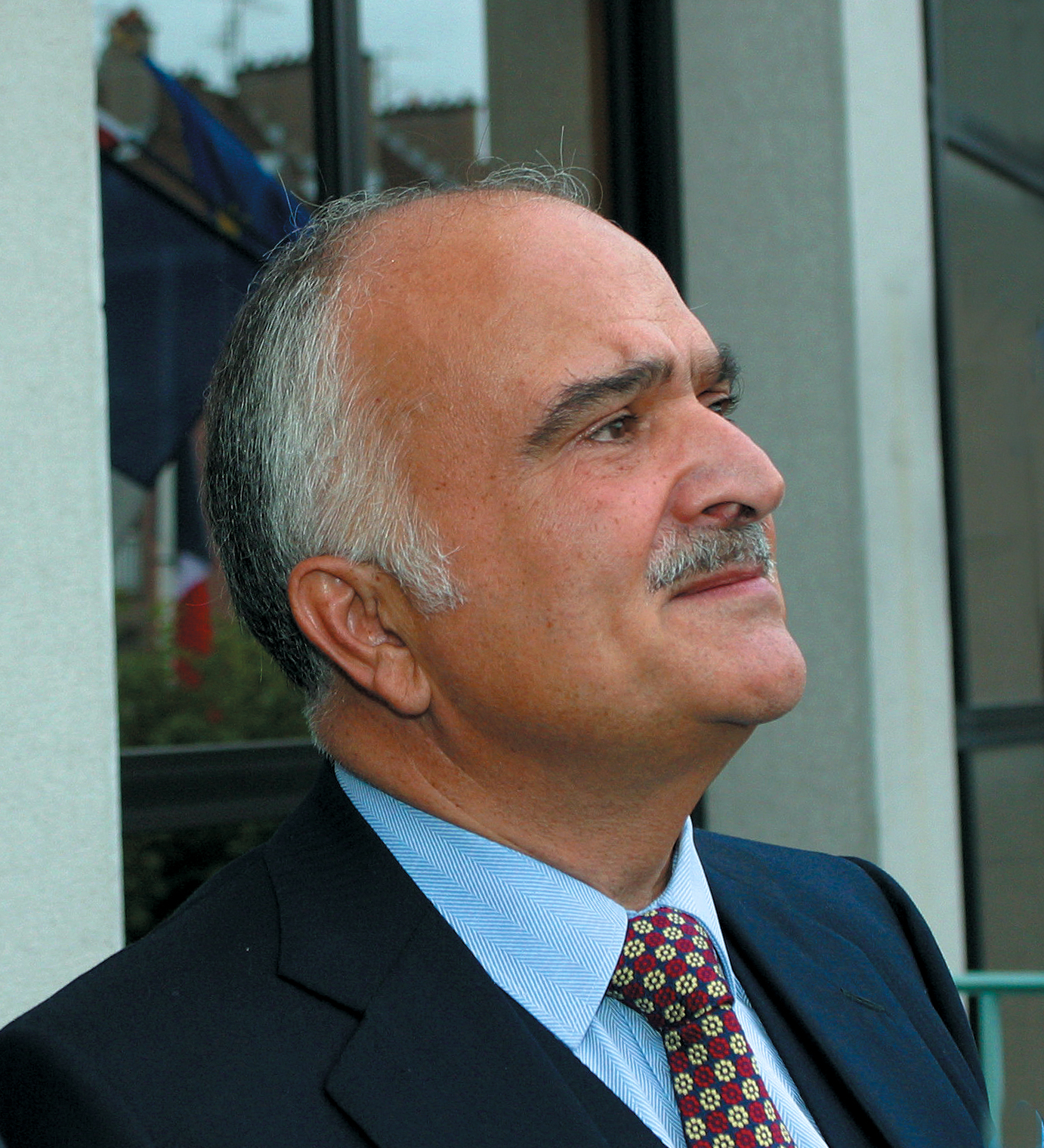
ويعد الأمير الحسن بن طلال من الأردن من بين المسؤولين الأردنيين القلائل الذين طالبوا باستعادة السيطرة الأردنية على الضفة الغربية منذ عام 1988، على الرغم من أن تصريحاته لم تحظ بتأييد رسمي من الحكومة الأردنية.

وألمح البعض في الأردن إلى دعمهم للفكرة. أشار الأمير الحسن بن طلال، شقيق الملك حسين، إلى أن الضفة الغربية كانت تاريخيًا جزءًا من الأردن، وألمح إلى إمكانية إعادة توحيدها، على الرغم من أن تصريحاته لم يتم اعتمادها رسميًا من قبل الحكومة الأردنية وتظل مثيرة للجدل.
وقد أدت المعارضة الأردنية لخيار الاتحاد إلى قيام عدد قليل من القادة الإسرائيليين بالدعوة إليه علناً. ومع ذلك، يظهر الدعم لها من حين لآخر. في أواخر العقد الأول من القرن الحادي والعشرين، كتب جيورا إيلاند، الذي شغل منصب مستشار الأمن القومي الإسرائيلي في عهد رئيس الوزراء أرييل شارون، عدة مقالات تدعو إلى إحياء «خيار الاتحاد الأردني من السنوات الماضية». في عام 2018، دعمت أيليت شاكيد، وزيرة العدل آنذاك من حزب البيت اليهودي اليميني، رؤية دمج المنطقتين أ و ب من الضفة الغربية وغزة مع الأردن كجزء من اتحاد كونفدرالي، مع ضم المنطقة ج من الضفة الغربية إلى إسرائيل.

يدعو أحد المقترحات إلى دمج المنطقتين (أ) و(ب) من الضفة الغربية (باللون الأحمر) مع الأردن كجزء من اتحاد كونفدرالي، في حين ضم المنطقة (ج) من الضفة الغربية (باللون الأزرق) إلى إسرائيل.

في مقال رأي نُشر عام 2021 في صحيفة نيويورك تايمز، زعم الكاتب الإسرائيلي شموئيل روزنر ‏ أنه في حين يُعتبر الاتحاد الفلسطيني الأردني غير قابل للتطبيق حاليًا—بسبب رفض الأردن، والتطلعات الفلسطينية لإقامة دولة، والرفض الدولي للفكرة باعتبارها حيلة يمينية—فإن الافتقار المستمر للتقدم يشير إلى أن هذا المفهوم قد يكون قابلاً للتطبيق مثل الحلول المقترحة الأخرى، ويظل خيارًا دائمًا. وفي مقال كتبه لصحيفة وول ستريت جورنال، اقترح الدبلوماسي والمؤرخ الإسرائيلي شلومو بن عامي أنه في ضوء فشل الحلول الأخرى للصراع الإسرائيلي الفلسطيني، فإن إعادة النظر في الخيار الأردني قد يكون أمراً يستحق العناء. وزعم أن هذا قد يكون الطريق الوحيد المتبقي لإقامة الدولة الفلسطينية، مما يوفر لإسرائيل شريكًا موثوقًا به وربما ينهي احتلال الضفة الغربية.
في مقال رأي نُشر عام 2021 في مجلة فورين بوليسي، اقترح رجل الأعمال الأردني حسن إسميك إعادة توحيد الأردن وفلسطين من خلال إعادة ضم الضفة الغربية ومنح الجنسية الأردنية لجميع الفلسطينيين. ويسلط إسميك الضوء على السابقة التاريخية المتمثلة في ضم الأردن للضفة الغربية عام 1950، ويقارنها بالحلول الفاشلة والعنف والاضطرابات المستمرة في العقود الأخيرة، ويؤكد أن مثل هذا التوحيد يمكن أن يفيد جميع الأطراف من خلال تعزيز الاستقرار الإقليمي والنمو الاقتصادي. في عام 2022، زعم عالم السياسة الأميركي ألون بن مائير أن الحقائق الحالية، مثل اختلاط السكان ووضع القدس، تجعل حل الدولتين التقليدي غير قابل للتطبيق على نحو متزايد. وأكد أن «الدولتين الفلسطينية والإسرائيلية المستقلتين... لا يمكنهما التعايش السلمي والاستدامة» إلا من خلال اتحاد كونفدرالي مع الأردن، «الذي له مصلحة وطنية جوهرية في حل جميع القضايا المتضاربة».
في عام 2022، نشر المحلل السعودي علي الشهابي مقالاً في قناة العربية، جادل فيه بأن الحل الواقعي الوحيد للقضية الفلسطينية هو توسيع الأردن ليشمل أراضي من الضفة الغربية وغزة، مُشكلاً بذلك «المملكة الهاشمية الفلسطينية». واقترح الشهابي أن يتنازل الفلسطينيون رسمياً عن مطالبهم بالسيطرة الكاملة على القدس، مُدركين أن إخراج إسرائيل من المدينة أمر غير واقعي، وأن يركزوا بدلاً من ذلك على بناء دولة مستقرة وقابلة للاستمرار اقتصادياً. وفي رأيه، يمكن للفلسطينيين في الدول العربية مثل لبنان الحصول على الجنسية في المملكة الهاشمية الموسعة مع الاحتفاظ بحقوق الإقامة الكاملة في لبنان، على غرار مواطني الاتحاد الأوروبي.

### الرأي العام
وكشف استطلاع للرأي أجراه المركز الفلسطيني للبحوث السياسية والمسحية في رام الله عام 2018 أن نحو ثلثي الفلسطينيين في الضفة الغربية وغزة يعارضون الفكرة. وعزا خليل الشقاقي، وهو عالم سياسي ومحلل استطلاعات رأي فلسطيني، هذه المعارضة إلى عدم الثقة في فريق التفاوض الأميركي والاعتقاد بأن الاقتراح قد يقوض هدف إقامة دولة فلسطينية. ويكتب الصحفي الإسرائيلي شموئيل روزنر ‏ أن الإسرائيليين يرفضون عموماً هذا الخيار لأنه يعني التنازل عن أراض ذات أهمية تاريخية ودينية للأردن، وهو ما يجده كثيرون غير مقبول. ومع ذلك، فإنهم ينظرون إلى البدائل على أنها أقل قابلية للتطبيق: فالحفاظ على الاحتلال العسكري للضفة الغربية ليس أمراً مستداماً، وحل الدولة الواحدة غير مقبول بالنسبة لليهود الإسرائيليين، وحل الدولتين يبدو بعيد المنال بشكل متزايد نظراً للفشل المتكرر في تحقيقه.

## «الأردن هي فلسطين»: الفلسطينيون إلى الأردن والضفة الغربية إلى إسرائيل
ثمة وجهة نظر أخرى حول المشاركة الأردنية في حل الصراع، وهي الفكرة القائلة بأن الأردن يمكن أن يكون وطنًا للفلسطينيين من خلال توطين فلسطينيي الضفة الغربية فيه، وهي وجهة نظر يعبّر عنها شعار «الأردن هي فلسطين».
في ثمانينيات القرن العشرين، أيد المتشددون داخل حزب الليكود اليميني شعار «الأردن هي فلسطين»، ودعوا إلى طرد الفلسطينيين من الضفة الغربية إلى الأردن. في عام 1988، وبعد انسحاب الأردن من الضفة الغربية، أعلن الملك حسين ملك الأردن أن الفلسطينيين في الضفة الغربية لن يعتبروا مواطنين أردنيين لمنع هذا السيناريو. وفي اجتماع سري عقد في يوليو/تموز 1987، طمأن رئيس الوزراء الإسرائيلي إسحاق شامير الملك حسين بأن حزب الليكود والحكومة الإسرائيلية لا يدعمان سياسة «الأردن هي فلسطين». وأكد أن استقرار الأردن وبقائه يشكلان أولوية قصوى وأنهم سيتجنبون الأعمال التي من شأنها زعزعة استقرار البلاد. في ديسمبر 2023، نشر السياسي الهولندي خيرت فيلدرز على موقع إكس أن «الأردن هي فلسطين!»، مما أثار انتقادات من السلطة الفلسطينية والأردن والعديد من الدول العربية.

## الفهرس
- Abadi، Jacob (2024). Between Arabia and the Holy Land: Jordan Throughout the Ages. Routledge. ISBN:978-1-032-58488-1.
- Ashton، Nigel (2008). King Hussein of Jordan. New Haven and London: Yale University Press. ISBN:978-0-300-09167-0. No Google Books preview (August 2024).
- Bani Salameh، Mohammed Torki؛ El-Edwan، Khalid Issa (2016). "The identity crisis in Jordan: historical pathways and contemporary debates". Nationalities Papers: The Journal of Nationalism and Ethnicity. Routledge. ج. 44 ع. 6: 985–1002. DOI:10.1080/00905992.2016.1231454.
- Ben-Meir، Alon (2022). "The Case for an Israeli-Palestinian-Jordanian Confederation: Why Now and How?". World Affairs. ج. 185 ع. 1: 9–58. DOI:10.1177/00438200211066350 – عبر Wiley Online Library.
- Peters، Joel؛ Newman، David، المحررون (2015). Routledge Handbook on the Israeli-Palestinian Conflict. London and New York: Routledge, Taylor & Francis Group. ISBN:9781138925373. No Google Books preview (August 2024).
- Quandt، William B. (2005). Peace Process: American Diplomacy and the Arab-Israeli Conflict Since 1967 (ط. 3rd). Washington, D.C., Berkeley and Los Angeles: Brookings Institution Press and University of California Press. ص. 261–262. ISBN:9780520246317. مؤرشف من الأصل في 2024-08-26. اطلع عليه بتاريخ 2024-08-26.
- Siniver، Asaf، المحرر (2023). Routledge Companion to the Israeli-Palestinian Conflict. Abingdon and New York: روتليدج (دار نشر). ISBN:978-1-032-24901-8. مؤرشف من الأصل في 2024-11-30.
- Sharnoff، Michael (2024). "Visualizing Palestine in Arab postage stamps: 1948-1967". Middle Eastern Studies. Routledge. ج. 60 ع. 6: 979–999. DOI:10.1080/00263206.2024.2314523. اطلع عليه بتاريخ 2024-08-27.
- Shemesh، Moshe (2010). "On Two Parallel Tracks—The Secret Jordanian-Israeli Talks (July 1967–September 1973)". Israel Studies. Indiana University Press. ج. 15 ع. 3: 87–120. DOI:10.2979/isr.2010.15.3.87. JSTOR:10.2979/isr.2010.15.3.87. مؤرشف من الأصل في 2024-09-29. اطلع عليه بتاريخ 2024-08-26.
- Shlaim، Avi (2008). Lion of Jordan: The Life of King Hussein in War and Peace. New York: ألفريد كنوبف. ISBN:978-1-4000-4305-7.